# Augusto Schott
Augusto Schott (Arroyito, provincia de Córdoba, Argentina, 17 de enero de 2000) es un futbolista argentino. Juega como defensor en Talleres de Córdoba de la Primera División de Argentina.

## Trayectoria
Registra pasos por las selecciones juveniles de Argentina sub-17 y sub-19. Con esta última, logró el 4° puesto en los Juegos Suramericanos de 2018.
Hizo su debut en la reserva de Talleres en la temporada 2017/18, en la que el club se coronó bicampeón.
Formó parte del plantel sub-20 de Talleres que participó de la Copa Libertadores Sub-20 de 2018. A mitad de ese año, realizó su primera temporada con el plantel de primera división y firmó su primer contrato profesional con vínculo hasta 2021.
Debutó de manera no oficial en el partido amistoso ante Estudiantes de Río Cuarto, ingresando por Javier Gandolfi. Debutó en noviembre del 2020 tras ingresar en el segundo tiempo del partido ante Newell's.
A pesar de haber ampliado su contrato con el Club Atlético Talleres de Córdoba, fue cedido a préstamo el 28 de junio del año 2021 al Club Atlético Platense hasta el año 2022, donde ya está brillando.
El 31 de julio llegó en calidad de cedido y contará con una opción de compra a Newell's Old Boys donde firmó su contrato con la institución hasta diciembre de 2024.

## Clubes
| Club                       | País      | Argentina   | 2018 - Act. |
| Platense (cedido)          | Argentina | 2021 - 2022 |             |
| Colón (cedido)             | Argentina | 2022 - 2023 |             |
| Newell's Old Boys (cedido) | Argentina | 2023 - Act. |             |

## Estadísticas
- Actualizado hasta el 25 de junio de 2023.

| Club | Div.                | Temporada           | Liga  | Liga  | Liga   | Copas (1) | Copas (1) | Copas (1) | Internacional (2) | Internacional (2) | Internacional (2) | Total (3) | Total (3) | Total (3) |
| Club | Div.                | Temporada           | Part. | Goles | Asist. | Part.     | Goles     | Asist.    | Part.             | Goles             | Asist.            | Part.     | Goles     | Asist.    |
| --- | ------------------- | ------------------- | ----- | ----- | ------ | --------- | --------- | --------- | ----------------- | ----------------- | ----------------- | --------- | --------- | --------- |
| Talleres (C) Argentina | 1.ª                 | 2019/20             | 0     | 0     | 0      | -         | -         | -         | -                 | -                 | -                 | 0         | 0         | 0         |
| Talleres (C) Argentina | 1.ª                 | 2020                | -     | -     | -      | 5         | 0         | 0         | -                 | -                 | -                 | 5         | 0         | 0         |
| Talleres (C) Argentina | 1.ª                 | 2021                | -     | -     | -      | 9         | 0         | 0         | 2                 | 0                 | 0                 | 11        | 0         | 0         |
| Talleres (C) Argentina | Total club          | Total club          | 0     | 0     | 0      | 14        | 0         | 0         | 2                 | 0                 | 0                 | 16        | 0         | 0         |
| Platense Argentina | 1.ª                 | 2021                | 24    | 3     | 3      | -         | -         | -         | -                 | -                 | -                 | 24        | 3         | 3         |
| Platense Argentina | 1.ª                 | 2022                | -     | -     | -      | 11        | 0         | 1         | -                 | -                 | -                 | 11        | 0         | 1         |
| Platense Argentina | Total club          | Total club          | 24    | 3     | 3      | 11        | 0         | 1         | -                 | -                 | -                 | 35        | 3         | 4         |
| Colón Argentina | 1.ª                 | 2022                | 12    | 0     | 0      | 1         | 0         | 0         | -                 | -                 | -                 | 13        | 0         | 0         |
| Colón Argentina | 1.ª                 | 2023                | 8     | 0     | 0      | -         | -         | -         | -                 | -                 | -                 | 8         | 0         | 0         |
| Colón Argentina | Total club          | Total club          | 20    | 0     | 0      | 1         | 0         | 0         | -                 | -                 | -                 | 21        | 0         | 0         |
| Total en su carrera | Total en su carrera | Total en su carrera | 44    | 3     | 3      | 26        | 0         | 1         | 2                 | 0                 | 0                 | 72        | 3         | 4         |
| (1) Incluye datos de la Copa Argentina, Copa de la Superliga Argentina y Copa de la Liga Profesional. (2) Incluye datos de Copa Libertadores y Copa Sudamericana. |                     |                     |       |       |        |           |           |           |                   |                   |                   |           |           |           |

## Palmarés
| Título            | Club     | País      | Año  |
| ----------------- | -------- | --------- | ---- |
| Torneo de Reserva | Talleres | Argentina | 2018 |